# Стрептокіназа
Стрептокіназа — це тромболітичний лікарський засіб, що активує плазміноген неферментативним механізмом. Його використовують для розщеплення тромбів у деяких випадках інфаркту міокарда (серцевого нападу), легеневої емболії та артеріальної тромбоемболії. Тип серцевого нападу, при якому його використовують, — це інфаркт міокарда з підйомом сегмента ST (STEMI). Його вводять шляхом ін'єкції у вену.
Побічні ефекти включають нудоту, кровотечу, низький кров'яний тиск та алергічні реакції. Повторне використання протягом життя людиною не рекомендується. Хоча жодної шкоди від використання під час вагітності не було виявлено, його застосування в цій групі не було добре вивчено. Стрептокіназа належить до антитромботичної групи препаратів і діє шляхом активації фібринолітичної системи.
Стрептокіназу було відкрито в 1933 році з бета-гемолітичних стрептококів. Він входить до Переліку основних лікарських засобів Всесвітньої організації охорони здоров'я.

## Медичне використання
Якщо черезшкірне коронарне втручання (ЧКВ) недоступне протягом 90–120 хвилин після першого контакту, рекомендується внутрішньовенне введення стрептокінази якомога швидше після початку інфаркту міокарда з підйомом сегмента ST (STEMI). Оскільки стрептокіназа є бактеріальним продуктом, організм має здатність виробляти до неї імунітет. Тому рекомендується не використовувати цей препарат повторно після чотирьох днів після першого застосування, оскільки він може бути не таким ефективним, а також може викликати алергічну реакцію. З цієї причини його зазвичай призначають лише при першому серцевому нападі. Подальші тромботичні події можна лікувати за допомогою тканинного активатора плазміногену (tPA). Передозування стрептокінази або tPA можна лікувати амінокапроновою кислотою.

## Протипоказання

### Абсолютні
- Будь-яка попередня внутрішньочерепна кровотеча
- Відоме структурне ураження судин головного мозку (наприклад, артеріовенозна мальформація)
- Відома пухлина всередині черепа (первинна або метастатична)
- Ішемічний інсульт, що стався більше 4,5 годин тому та менше 3 місяців тому
- Підозра на розшарування аорти
- Активна кровотеча або проблеми з кровотечею, крім менструації
- Значна закрита травма голови або обличчя протягом 3 місяців
- Внутрішньочерепна або внутрішньохребцева операція протягом 2 місяців
- Сильний неконтрольований високий кров'яний тиск (який не реагує на невідкладну терапію)
- Попереднє лікування стрептокіназою протягом попередніх 6 місяців

### Відносні
- Історія хронічної, тяжкої, погано контрольованої гіпертензії
- Значна гіпертензія при зверненні (систолічний АТ >180 мм рт. ст. або діастолічний АТ >110 мм рт. ст.)
- Ішемічний інсульт, перенесений в анамнезі понад 3 місяці тому
- Деменція
- Відома внутрішньочерепна патологія, що не входить до абсолютних протипоказань
- Травматична або тривала (>10 хв) серцеволегенева реанімація
- Важка операція менше трьох тижнів тому
- Нещодавня (протягом 2-4 тижнів) внутрішня кровотеча
- Нестисливі судинні пункції
- Активна виразка шлунка
- Пероральна антикоагулянтна терапія

## Механізм дії
Стрептокіназа належить до групи препаратів, відомих як фібринолітики, а комплекси стрептокінази з людським плазміногеном можуть гідролітично активувати інший незв'язаний плазміноген шляхом активації через розрив зв'язку з утворенням плазміну. Стрептокінази має три домени, що позначаються як α (залишки 1–150), β (залишки 151—287) та γ (залишки 288—414). Кожен домен зв'язується з плазміногеном, хоча жоден з них не може активувати плазміноген самостійно.
Плазмін виробляється в крові для розщеплення фібрину, основного компонента тромбів крові, тим самим розчиняючи згустки, як тільки вони виконали свою функцію — зупинити кровотечу. Надмірне вироблення плазміну, спричинене стрептокіназою, руйнує небажані тромби, наприклад, у легенях (легенева емболія). Звичайна активація плазміногену відбувається шляхом протеолізу зв'язку Arg561—Val562. Аміногрупа Val562 потім утворює сольовий місток з Asp740, що запускає конформаційну зміну, що призводить до утворення активної протеази плазміну. Коли стрептокіназа присутня, вона зв'язується з плазміногеном, утворюючи комплекс (стрептокіназа·плазміноген), який перетворює субстрат плазміногену на плазмін. Залишки 1–59 стрептокінази регулюють її здатність індукувати активний центр у зв'язаному плазміногені непротеолітичним механізмом та активувати субстрат плазміноген фібрин-незалежним чином. Цей комплекс згодом перегруповується в активний комплекс, хоча зв'язок Arg561–Val562 залишається неушкодженим. Отже, інший залишок повинен замінити вільну аміногрупу Val562 та забезпечити протиіон для Asp740 у цьому активному комплексі. Було запропоновано двох кандидатів на цю протиіонізацію: Ile1 стрептокінази та Lys698 плазміногену. Делеція Ile1 стрептокінази значно пригнічує її здатність індукувати активний центр у плазміногені, що підтверджує гіпотезу про те, що встановлення сольового містка між Ile1 стрептокінази та Asp740 плазміногену є необхідним для того, щоб стрептокіназою індукувала активний центр у плазміногені шляхом непротеолітичного механізму. На відміну від замін Ile1, мутації Lys698 також зменшили константу дисоціації стрептокіназного комплексу в 15-50 разів. Ці спостереження свідчать про те, що Lys698 бере участь в утворенні початкового комплексу стрептокінази·плазміногену.

### Біологія
Стрептокіназа природним чином виробляється бактерією Streptococci spp., яка використовує цей фермент для розщеплення тромбів і поширення з початкового місця інфекції. Вона також може активувати фібрин.
Стрептокіназа подібна, як за функцією, так і за структурою, до стафілокінази (Sak), що продукується Staphylococcus aureus. Стафілокіназу вважають фактором вірулентності, хоча її присутність після встановлення інфекції фактично зменшує тяжкість захворювання. Обидва ферменти переносяться фагами.

## Історія
Після багатьох років роботи разом зі своїм учнем Солом Шеррі, Вільям С. Тіллетт відкрив стрептокіназу в 1933 році. Спочатку її використовували для лікування фібринозних плевральних ексудатів, гемотораксу та туберкульозного менінгіту, але його роль у гострому інфаркті міокарда була відкрита випадковою.

## Дослідження
Стрептокіназа може знайти застосування для запобігання післяопераційним спайкам, поширеному ускладненню хірургічних втручань, особливо операцій черевної порожнини (апендектомія, жовчні камені, гістеректомія тощо). Одне дослідження з використанням тваринних моделей (щурів) показало, що при використанні з мембранною системою доставки ліків PHBV вона була на 90 відсотків ефективна у запобіганні спайкам. Однак, клінічні випробування не показали її ефективності на людях.

## Маркетинг
У Чилі її продають під назвою Streptase компанією Alpes Selection за ліцензією CSL Behring Germany.
Доступна у В'єтнамі під назвою Mutose. Доступний на Кубі, у Венесуелі, Еквадорі та інших країнах Латинської Америки під торговою маркою Heberkinasa, яку комерціалізує компанія Heber Biotech, Гавана, Куба. Доступний в Індії під назвою STPase від компанії Cadila Pharmaceuticals та Myokinase від Biocon Limited.